# Donald Curry (baron Curry de Kirkharle)
Pour les articles homonymes, voir Curry (homonymie).
Donald Thomas Younger Curry (né le 4 avril 1944) est un agriculteur et homme d'affaires britannique qui est l'ancien président de NFU Mutual et président non exécutif du Better Regulation Executive, et membre de la Chambre des lords.

## Biographie
Curry est nommé Commandeur de l'Ordre de l'Empire britannique (CBE) dans les honneurs du Nouvel An 1997, et comme annoncé dans les honneurs d'anniversaire de 2001, fait chevalier le 12 juillet 2001.
En 2001–2002, il préside la Commission des politiques sur l'avenir de l'agriculture et de l'alimentation, connue sous le nom de Commission Curry, qui produit un rapport pour le Secrétaire d'État à l'Environnement, à l'Alimentation et aux Affaires rurales.
Sur la recommandation de la Commission des nominations de la Chambre des Lords, il est créé pair à vie Crossbencher (indépendant) le 13 octobre 2011 en prenant le titre de baron Curry de Kirkharle, de Kirkharle dans le comté de Northumberland. Il est présenté à la Chambre des lords le 24 octobre 2011, avec parmi ses soutiens Hazel Byford et Henry Plumb.